# 우르강

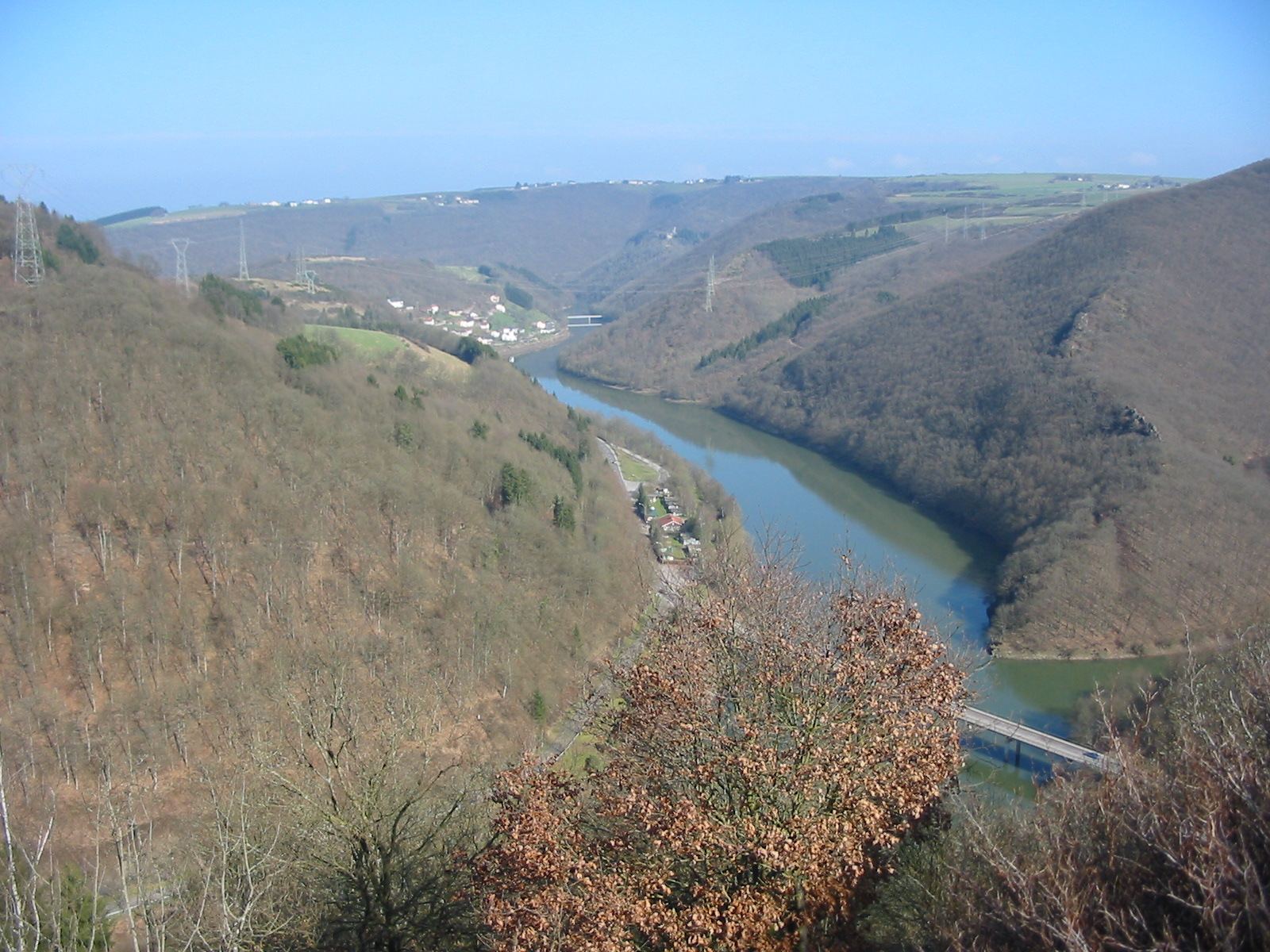
우르강

우르강(독일어: Our)은 독일, 벨기에, 룩셈부르크를 흐르는 강이다.